# Asparagus lynetteae
Asparagus lynetteae är en sparrisväxtart som först beskrevs av Anna Amelia Obermeyer, och fick sitt nu gällande namn av Fellingham och N.L.Mey. Asparagus lynetteae ingår i släktet sparrisar, och familjen sparrisväxter.
Artens utbredningsområde är Mpumalanga. Inga underarter finns listade i Catalogue of Life.